# Виконт Валентия
Виконт Валентия (англ. Viscount Valentia) — наследственный титул пэра Ирландии, созданный дважды в британской истории.

## История
Первый раз титул виконта Валентия был создан в 1621 года для Генри Пауэра. Через год его родственник сэр Фрэнсис Энсли, 1-й баронет (1583—1660), получил королевский грант на титул виконта Валентия. Англо-ирландский род Энсли происходил из Ньюпорта-Пагнелла в графстве Бакингемшир. Фрэнсис Энсли был фаворитом короля Англии Якова I Стюарта, который пожаловал ему владения в Ирландии, в частности крепость Маунтноррис в графстве Арма. Он был посвящён в рыцари в 1616 году, в 1620 году получил титул баронета из Ньюпорта-Пагнелла в графстве Бакингемшир, а в 1628 году стал бароном Маунтноррисом из Маунтнорриса в графстве Арма (баронетство Ирландии).
В 1642 году после смерти Генри Пауэра Фрэнсис Энсли получил титул виконта Валентия. Его внук Уильям Энсли, 1-й виконт Глероули (1710—1770), стал родоначальником графов Энсли. В 1660 году Фрэнсису наследовал его старший сын Артур Энсли, 2-й виконт Валентия (1614—1686), который в 1661 году получил титул барона Энсли из Ньюпорта-Пагнелла в графстве Бакингемшир и графа Англси в Уэльсе (пэрство Англии). Элтем Энсли (ум. 1699), младший сын 1-го графа Англси, в 1681 году получил титул барона Элтема (пэрство Ирландии).
В 1737 году после смерти Артура Энсли, 5-го графа Англси (1678—1737) старшая линия семьи Энсли пресеклась. Ему наследовал дальний родственник Ричард Энсли, 6-й барон Элтем (1694—1761), младший сын Ричарда Энсли, 3-го барона Элтема (1655—1701), который стал 6-м графом Англси и 7-м виконтом Валентия. Вскоре против затеял судебный процесс его племянник Джеймс Энсли (1715—1760), единственный сын Артура Энсли, 4-го барона Элтема (1689—1727). Он был отвергнут своим отцом, после смерти которого в 1727 году титул барона Элтема перешел к его младшему брату Ричарду Энсли. В 1728 году 12-летний Джеймс был похищен и вывезен в Северную Америку, где его продали в рабство. В 1740 году после 12 лет рабства он бежал из колонии Делавэр на Ямайку, откуда в сентябре прибыл в Англию. В ноябре 1743 года он подал судебный иск против своего дяди Ричарда Энсли, графа Англси, претендуя на отцовские титул и владения. Ричард Энсли заявлял, что Джеймс не является законным сыном Мэри Шеффильд, второй жены 4-го барона Элтема, а его матерью является Джоан Лэнди. Джеймс Энсли выиграл судебный процесс против своего дяди. Джеймс Энсли получил отцовские имения, но не смог получить графский титул, которым по-прежнему владел его дядя.
В 1761 году после смерти Ричарда Энсли, 6-го графа Англси, его сын и наследник Артур Энсли (1744—1816) принял титул 7-го графа Англси и 8-го виконта Валентии. Но 22 апреля 1771 года Британская палата лордов постановила, что его претензии на титулы графа Англси и барона Энсли недействительны и, что эти титулы угасли после смерти его отца. Но претензии Артура Энсли на титул баронета из Ньюпорта-Пагнелла, барона Маунтнорриса и Элтема и виконта Валентии были дважды подтверждены Ирландской палатой лордов. В 1793 году он получил в качестве компенсации титул графа Маунтнорриса (пэрство Ирландии). В 1844 году после смерти его сына Джорджа Энсли, 2-го графа Маунтнорриса (1770—1844), титулы графа Маунтнорриса и барона Элтема пресеклись. Но титулы баронета, барона Маунтнорриса и виконта Валентии унаследовал его дальний родственник Артур Эннесли (1785—1863), ставший 10-м виконтом Валентии. Он был мужской линии потомком Фрэнсиса Энсли, четвёртого сына 1-го виконта Валентия.
Артур Энсли, 11-й виконт Валентия (1843—1927), 7 мая 1917 года был возведен в бароны Энсли из Блетчингтона в графстве Оксфордшир, став пэром Соединённого королевства. В 1949 году после смерти его внука Кэрола Артура Энсли, 12-го виконта Валентия (1883—1949) титул барона Энсли пресекся. Но титул виконта Валентия унаследовал его дальний родственник, преподобный Уильям Монктон Энсли (1875—1951), который стал 13-м виконтом Валентия. Он также был потомком достопочтенного Фрэнсиса Энсли, четвёртого сын 1-го виконта Валентия. Его преемником стал его кузен Фрэнсис Дайтон Энсли (1888—1983), который предъявил свои претензии на титул и в 1959 году стал 14-м виконтом Валентия. Он был сыном Джорджа Дайтона Энсли, дяди 13-го виконта Валентия. В 1983 году титулы унаследовал его единственный сын Ричард Джон Дайтон Энсли, 15-й виконт Валентия (1929—2005). Он был капитаном британской армии, затем занимался фермерством в Зимбабве, откуда вернулся в Англию в начале 1980-х годов. В 2005 году ему наследовал старший сын Фрэнсис Уильям Дайтон Энсли, 16-й виконт Валентия (род. 1959). Лорд Валентия является также первым баронетом Ирландии.

## Виконты Валентия, первая креация (1621)
1621—1642: Генри Пауэр, 1-й виконт Валентия (умер 1642).

## Виконты Валентия, вторая креация (1622)
- 1642—1660: Фрэнсис Энсли, 1-й виконт Валентия (1 февраля 1585 — 22 ноября 1660), сын сэра Роберта Энсли, констебля Ньюпорта в Бакингемшире;
- 1660—1686: Артур Энсли, 2-й виконт Валентия (10 июля 1614 — 6 апреля 1686), сын и преемник предыдущего, с 1661 года — 1-й граф Англси.

## Графы Англси (1661)
- 1661—1686: Артур Энсли, 1-й граф Англси, 2-й виконт Валентия (1614—1686), сын 1-го виконта Валентия;
- 1686—1690: Джеймс Энсли, 2-й граф Англси, 3-й виконт Валентия (1645 — 1 апреля 1690), сын предыдущего;
- 1690—1702: Джеймс Энсли, 3-й граф Англси, 4-й виконт Валентия (13 июля 1674 — 21 января 1702), старший сын 2-го графа Англси;
- 1702—1710: Джон Энсли, 4-й граф Англси, 5-й виконт Валентия (18 января 1676 — 18 сентября 1710), второй сын 2-го графа Англси;
- 1710—1737: Артур Эннесли, 5-й граф Англси, 6-й Виконт Валентия (ок. 1678 — 1 апреля 1737), третий сын 2-го графа Англси;
- 1737—1761: Ричард Энсли, 6-й граф Англси, 7-й виконт Валентия (ок. 1693 — 14 февраля 1761), второй сын Ричарда Энсли, 3-го барона Элтема (1655—1701).

## Виконты Валентия (1622)
- 1761—1816: Артур Энсли, 8-й виконт Валентия (7 августа 1744 — 4 июля 1816), сын Ричарда Энсли, 6-го графа Англси, граф Маунтноррис с 1793 года.

## Графы Маунтноррис (1793)
- 1793—1816: Артур Энсли, 1-й граф Маунтноррис, 8-й виконт Валентия (7 августа 1744 — 4 июля 1816), единственный сын Ричарда Энсли, 6-го графа Англси;
- 1816—1844: Джордж Энсли, 2-й граф Mаунтноррис, 9-й виконт Валентия (4 декабря 1770 — 23 июля 1844), сын предыдущего.

## Виконты Валентия (1622)
- 1844—1863: Артур Энсли, 10-й виконт Валентия (30 ноября 1785 — 30 декабря 1863), старший сын депутата Артура Энсли (1760—1841) и потомок Фрэнсиса Энсли, четвёртого сына 1-го виконта Валентия;
- 1863—1927: Артур Эннесли, 11-й виконт Валентия (23 августа 1843 — 20 января 1927), сын достопочтенного Артура Энсли (1809—1844) и внук 10-го виконта Валентия;
- 1927—1949: Кэрол Артур Энсли, 12-й виконт Валентия (3 июля 1883 — 6 октября 1949), второй сын предыдущего;
- 1949—1951: Уильям Moнктон Энсли, 13-й Виконт Валентия (23 января 1875 — 26 февраля 1951), сын преподобного Генри Артура Энсли (1841—1924), потомок Фрэнсиса Энсли, четвёртого сына 1-го виконта Валентия;
- 1951—1983: Фрэнсис Дайтон Энсли, 14-й виконт Валентия (12 августа 1888 — 16 марта 1983), сын Джорджа Дайтона Энсли (1853—1931) и потомок Фрэнсиса Энсли, четвёртого сына 1-го виконта Валентия;
- 1983—2005: Ричард Джон Дайтон Энсли, 15-й виконт Валентия (15 августа 1929—2005), единственный сын предыдущего;
- 2005 — настоящее время: Фрэнсис Уильям Дайтон Энсли, 16-й виконт Валентия (род. 29 декабря 1959), старший сын предыдущего;
  - Наследник: достопочтенный Питер Джон Энсли (род. 18 декабря 1967), младший брат предыдущего;
    - Наследник наследника: Уильям Лестер Дайтон Энсли (род. 1999), сын предыдущего.